# Jacob Burckhardt
Jacob Burckhardt (født 25. maj 1818, død 8. august 1897) var en schweizisk kunst- og kulturhistoriker. Sammen med den tyske historiker Georg Voigt er han grundlægger af den moderne Renæssancehistorie.
Han blev født i Basel, og studerede der og i Neuchâtel for at blive præst. Efter en rejse til Italien i 1838 udgav han sin første artikel om kunsthistorie (Bemerkungen über schweizerische Kathedralen). Herefter tog han til Berlin for at studere kunsthistorie på Humboldt-universitetet indtil 1843. Han rejste tilbage til Schweiz og blev professor i Historie på Universitetet i Basel (1845-1847, 1849-1855 og 1858-1893), samt på den polytekniske skole i Zürich (1855-1858).
Burckhardt havde lange ophold i Italien i 1853-1854 for at samle materiale til værket: Der Cicerone: Eine Anleitung zum Genuss der Kunstwerke Italiens (1855), der var en beskrivelse af italiensk maleri, skulptur og arkitektur, og som sidenhen blev et populært værk for Italiensfarere. Omkring halvdelen af den beskrevne kunst stammede fra renæssancen, hvilket ledte til tilblivelsen af hans to berømte værker: Die Cultur der Renaissance in Italien (1860) og Geschichte der Renaissance in Italien (1867).
I 1867 afslog han et professorat i Tübingen, og ligeledes et i Berlin i 1872.
Die Cultur der Renaissance in Italien blev den mest indflydelsesrige beskrivelse af den italienske renæssance i det 19. århundrede, og var med til at grundlægge det moderne studium af renæssancens historie.